# Aragoscope
Un Aragoscope est un concept de télescope basé sur la diffraction autour d'un disque, nommé d'après le scientifique français François Arago.

## Concept
La lumière diffractée sur le bord d'une obstruction parfaitement circulaire interfère de manière constructive sur l'axe central. La résolution à ce point devrait être égale à la résolution d'un objectif optique classique avec la même diamètre que l'obstruction. Seule l'intensité de la lumière serait inférieure. Sur cette base, il serait possible de créer un télescope, en plaçant un disque adapté dans l'espace, accompagné par un télescope à une certaine distance le long de son axe. Ce concept a été étudié par la NASA et a reçu des financements du programme de la NASA Institute for Advanced Concepts (NIAC) en juin 2014,.
L'image formée sur un écran disposé au foyer du telescope est assimilable à une tache de Fresnel dont la forme correspond à la forme de l'image source.
Il est important de noter que c'est une approche très différente de celle prise par un autre projet de la NASA, la mission New Worlds, qui vise à utiliser une obstruction avec des "pétales", spécialement conçu pour éviter la diffraction sur l'axe central.